# 朝倉利光
朝倉 利光（あさくら としみつ、1934年1月20日 - ）は、日本の工学者。元北海学園大学学長、北海道大学名誉教授。専門は、応用光学、量子光工学など光学分野。工学博士（東京大学、1965年）。福島県飯野町（現在の福島市）出身。
この他いくつもの受託研究を手がける。また、アメリカ光学会、日本光学会など多数の学会にも在籍。

## 略歴

### 学歴
- 1957年 国際基督教大学教養学部卒業
- 1960年6月 ボストン大学大学院物理学専攻修士課程修了

### 職歴
- 1958年8月 アイテック・コーポレーション情報技術研究所研究員
- 1961年3月 東京大学生産技術研究所助手
- 1966年4月 北海道大学工学部助教授
- 1971年7月 北海道大学応用電気研究所教授
- 1980年10月 東京工業大学理工学国際交流センター教授併任
- 1992年4月 北海道大学電子科学研究所教授
- 1994年4月 北海道大学電子科学研究所所長
- 1997年4月 北海道大学停年退官、名誉教授、北海学園大学工学部教授・同大学院工学研究科教授
- 1999年4月 北海学園大学大学院工学研究科長
- 2005年4月 北海学園大学学長、北海学園理事
- 2011年
  - 3月 北海学園大学学長退任
  - 4月 北海学園大学退職　名誉教授　北海学園大学工学部非常勤講師（- 2016年3月）・同大学院工学研究科非常勤講師（- 2016年3月）

#### 学外における役職
- 1996年 - 2002年 国際光学委員会会長
- 2010年12月 - NPO法人北海道ジェロントロジー推進協会理事長

## 主な論文
- 『フラクタル構造の光学的性質』（学術雑誌、1993年）
- 『光拡散現象研究の展開-単一拡散から多重拡散まで-』（学術雑誌、1994年）
- 『光拡散に伴うスペクトル変化』（学術雑誌、1995年）
- 『レーザー計測の基礎』（共著、学術雑誌、1999年）
- 『光学的方法による画像・音響文化遺産探査・復元』（学術雑誌、2001年）
- その他多数

## 栄誉・叙勲
- 1996年 紫綬褒章受章
- 1998年 北海道新聞文化賞[3]
- 2002年 福島県功労者知事表彰[2]
- 2009年 瑞宝中綬章受章[4]

## 主な受賞学術賞
- 応用物理学会光学論文賞（東京大学在籍時）
- 北海道科学技術賞
- 島津賞
- C.E.K.メーズ賞（国外）
- インドネシア大学大学院功労者表彰（国外）
- デニス.ガボール賞（国外）

など